# Antti Haapakoski
Antti Ensio Haapakoski (né le 6 février 1971 à Kalajoki) est un athlète finlandais, spécialiste du 110 mètres haies. 

## Biographie

### Palmarès
| Date | Compétition                    | Lieu      | Résultat | Épreuve     | Performance |
| ---- | ------------------------------ | --------- | -------- | ----------- | ----------- |
| 1989 | Championnats d'Europe juniors  | Varaždin  | 1er      | 110 m haies | 14 s 03     |
| 1990 | Championnats du monde juniors  | Plovdiv   | 1er      | 110 m haies | 13 s 74     |
| 1992 | Championnats d'Europe en salle | Gênes     | 5e       | 60 m haies  | 7 s 79      |
| 1994 | Championnats d'Europe          | Helsinki  | 6e       | 110 m haies | 13 s 54     |
| 1995 | Championnats du monde en salle | Barcelone | 6e       | 60 m haies  | 7 s 70      |

### Records
| Épreuve                    | Performance | Lieu      | Date         |
| -------------------------- | ----------- | --------- | ------------ |
| 110 mètres haies           | 13 s 42     | Kuortane  | 24 juin 1995 |
| 60 mètres haies (en salle) | 7 s 65      | Barcelone | 11 mars 1995 |